# Moravocoleus
Moravocoleus – wymarły rodzaj chrząszczy z podrzędu Archostemata, obejmujący tylko jeden znany gatunek: Moravocoleus permianus. Żył w permie.
Gatunek i rodzaj zostały opisane w 1969 roku przez Jarmilę Kukalovą. Później w obrębie rodzaju opisano gatunki Moravocoleus fractus, Moravocoleus neglegens i Moravocoleus perditus, jednak według wyników badań Aleksandra Kirejczuka, Markusa Poschmanna i André Nel z 2013 roku nie należą one żadnego ze znanych rodzajów Tshekardocoleoidae, w związku z czym rodzaj Moravocoleus pozostaje monotypowy. Gatunek typowy znany jest z 4 okazów odkrytych w formacji Letovice, w okolicach czeskiej Obory i datowanych na sakmar lub artinsk.
Chrząszcz ten miał dość wydłużone, grzbietowo i brzusznie przypłaszczone ciało o długości niecałych 10 mm i grubo rzeźbionym oskórku. Znacznie szersza niż długa, prognatyczna głowa wyposażona była w owalne, wystające na boki oczy. Przedplecze było długością zbliżone do przedpiersia, poprzeczne, o przypłaszczonych i ku przodowi rozszerzonych bokach. Bardzo szeroka tarczkę charakteryzowała szeroko łukowata nasada. Przednia i środkowa para bioder była prawie owalna, natomiast tylna szeroko ku tyłowi wystająca. Pokrywy były szersze od przedtułowia, o silnie wyniesionych ramionach i wspólnie zaostrzonych wierzchołkach, do których prawie dochodziła żyłka subkostalna. Użyłkowanie pokryw cechowała m.in.: rozgałęziona w części odsiebnej na dwie żyłki żyłka radialna, zakrzywiona żyłka wstawkowa między przodem tylnej żyłki kubitalnej i żyłki medialnej oraz prawie kwadratowy kształt komórek. Odwłok miał prawdopodobnie 7 widocznych tergitów. Pygidium samicy miało łukowato wycięty wierzchołek.